# Bad Brambach
Bad Brambach è un comune di 1 712 abitanti della Sassonia, in Germania.
Appartiene al circondario del Vogtland.